# Brand Blanshard
Percy Brand Blanshard (n. 27 august 1892 – 19 noiembrie 1987) a fost un filosof american cunoscut pentru discursul său îndreptat înspre apărarea rațiunii. 
1. 1 2  Brand Blanshard, SNAC, accesat în 9 octombrie 2017
2. 1 2  Brand Blanshard, Muzeul Solomon R. Guggenheim, accesat în 9 octombrie 2017
3. 1 2  Brand Blanshard, Internet Philosophy Ontology project, accesat în 9 octombrie 2017
4. 1 2  „Brand Blanshard”, Freebase Data Dumps[*] Verificați valoarea |titlelink= (ajutor)
5. 1 2 3 4  Guggenheim Fellows database
6. ↑  Autoritatea BnF, accesat în 10 octombrie 2015
7. ↑  CONOR.SI[*] Verificați valoarea |titlelink= (ajutor)
8. ↑  Autoritatea BnF, accesat în 10 octombrie 2015
9. 1 2  Rhodes Scholar Database, accesat în 26 aprilie 2024
10. ↑   https://www.apaonline.org/page/carus Lipsește sau este vid: |title= (ajutor)